# پایگاه هوایی تول-روزیر
پایگاه هوایی تول-روزیر  (به انگلیسی: Toul-Rosières Air Base) یک فرودگاه است . این فرودگاه در کشور فرانسه قرار دارد .

## نگارخانه

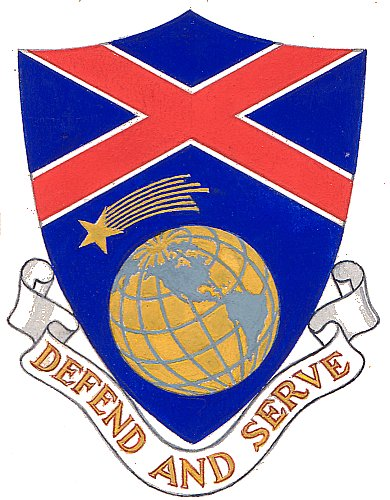
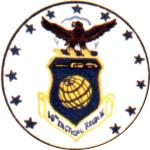
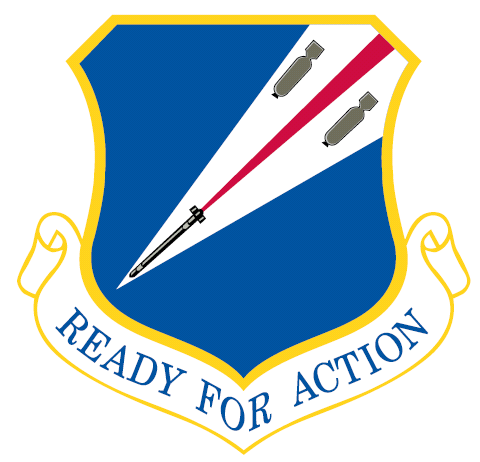
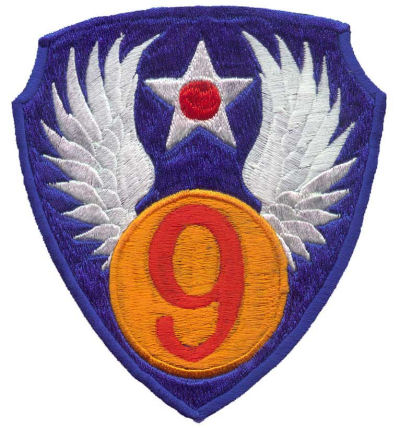